# Ommata scopipes
Ommata scopipes är en skalbaggsart som beskrevs av Dmytro Zajciw 1965. Ommata scopipes ingår i släktet Ommata och familjen långhorningar. Inga underarter finns listade i Catalogue of Life.